# 옌팅크다람쥐
옌팅크다람쥐 또는 믄타와이다람쥐(Sundasciurus jentinki)는 다람쥐과에 속하는 설치류의 일종이다. 종소명과 일반명은 네덜란드 동물학자 옌팅크(Fredericus Anna Jentink)를 기리기 위해 명명했다. 인도네시아와 말레이시아에서 발견된다. 자연 서식지는 아열대 또는 열대 기후 지역의 건조림이다. 서식지 감소로 위협을 받고 있다.